# Müglitzhang bei Schlottwitz
Das Naturschutzgebiet Müglitzhang bei Schlottwitz liegt im Landkreis Sächsische Schweiz-Osterzgebirge in Sachsen.

## Lage
Das Naturschutzgebiet erstreckt sich östlich von Schlottwitz, einem Ortsteil der Stadt Glashütte über eine Länge von 2,1 Kilometern als schmaler Landschaftsstreifen, der an der schmalsten Stelle lediglich 200 Meter breit ist. Am westlichen Rand des Gebietes fließt teilweise als Grenzfluss die Müglitz. Am nordwestlichen und südwestlichen Rand verläuft die S 178.
Im Osten befindet sich der teilweise vom Naturschutzgebiete eingefasste Lederberg, dessen 446 Meter hoher Gipfel jedoch außerhalb des Gebiets liegt.

## Natur

### Schutzgebiete
Das rund 78 ha große Gebiet ist Bestandteil des Landschaftsschutzgebiets d 75 Unteres Osterzgebirge, des europäischen FFH-Schutzgebiets 43 E Müglitztal und des Vogelschutzgebiets 59 Osterzgebirgstäler. Es wurde erstmals am 4. Juli 1974 durch den Bezirkstag Dresden unter dem Namen „Eibensteilhangwald im Müglitztal“ unter Naturschutz gestellt. Im Jahr 1977 erfolgte die Umbenennung in den heutigen Namen.

### Pflanzen
Das Naturschutzgebiet dient mit seinen Steilhängen insbesondere der Erhaltung des größten sächsischen Vorkommens der Europäischen Eibe. Neben einigen älteren Exemplaren, ist der heutige Bestand im Wesentlichen durch Aufforstungen zu Beginn des 20. Jahrhunderts entstanden. Die Eiben sind Bestandteil eines Mischwaldes, welcher aus den Laubbäumen Ahorn, Linde und Ulme sowie den Nadelbäumen Fichte und Weißtanne besteht.
Am Unterhang sind Leberblümchen, Süße Wolfsmilch und Bärlauch beheimatet, während am Oberhang Schwarzwerdender Geißklee und Wacholder vorkommen. Die offenen Block- und Schutthalden ermöglichen Pflanzen wie dem Breitblättrigen Hohlzahn das Wachstum.

### Tiere
Die Charakterarten des Gebiets sind neben mehreren Brutvogelarten, insbesondere die Fledermausarten Großes Mausohr und Kleine Hufeisennase. Im Weiteren sind die Schmetterlingsarten Spanische Flagge sowie Pfaffenhütchen-Wellrandspanner und die Käferarten Schwammkäfer, Kopfhornschröter sowie Halsbock im Naturschutzgebiet beheimatet.

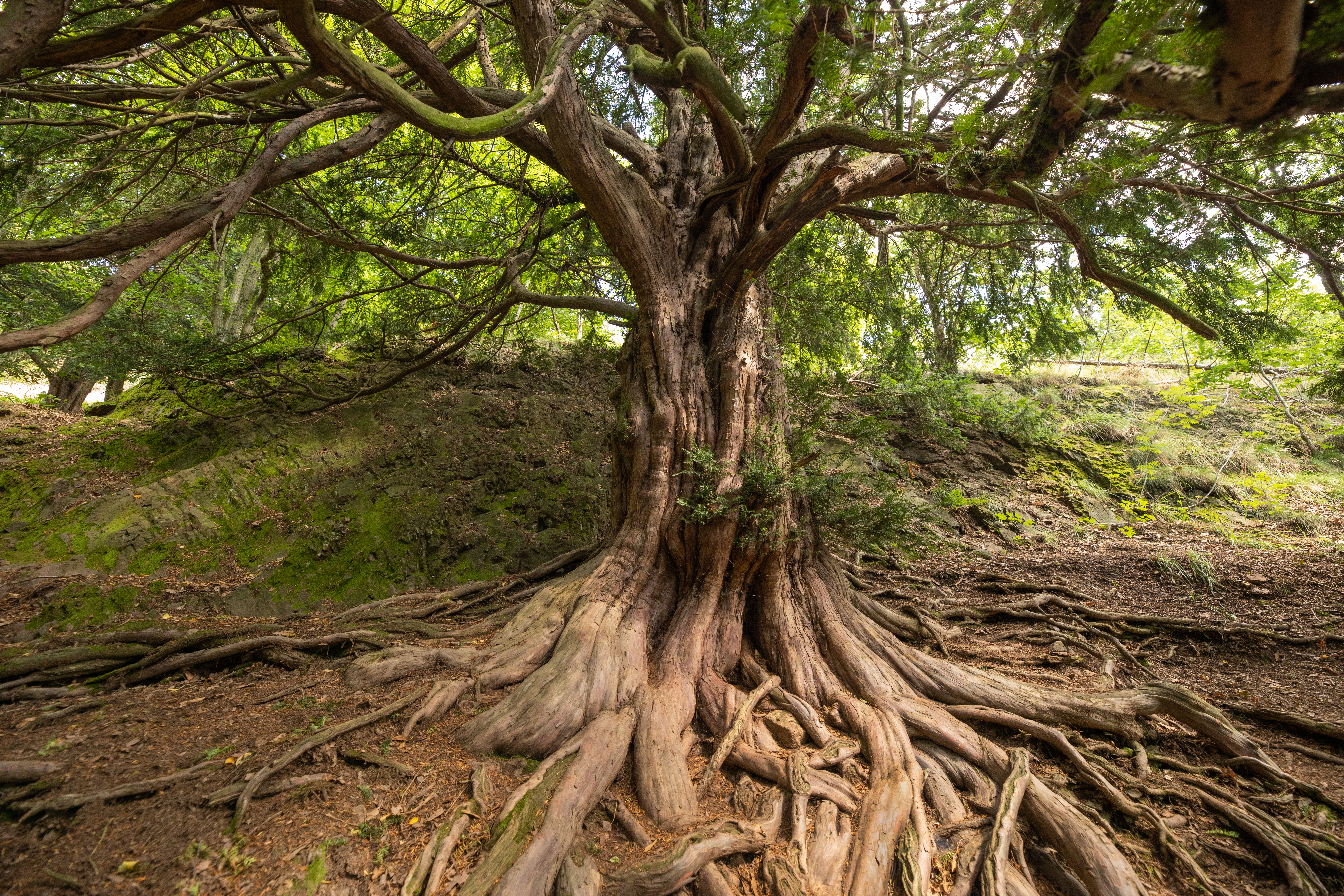
Die Tausendjährige Eibe

### Naturdenkmäler
⊙
Im Naturschutzgebiet steht die seit 1939 als Naturdenkmal geschützte Tausendjährige Eibe bei Schlottwitz, deren reales Alter jedoch auf  500–600 Jahre geschätzt wird.

## Geologie
Die überwiegende Gesteinsart bildet der Freiberger Kerngneis, ein proterozoischer Orthogneis. Darüber hinaus gibt es mehrere Quarzporphyrgänge aus den unteren Lagen des Osterzgebirges.

## Wirtschaft und Tourismus
Zum Schutz des Eibenbestands an den Steilhangwäldern erfolgt heute keine Bewirtschaftung der Blockhalden und Steilhänge. Im 12. und 13. Jahrhundert wird eine Nutzung für den Eisenbergbau vermutet. Außerdem ist von einer landwirtschaftlichen Nutzung in der Vergangenheit auszugehen.
Heute führen mehrere Wanderpfade durch das Naturschutzgebiet.